# Andrew Morgan
Andrew Richard Morgan (Morgantown, 5 febbraio 1976) è un astronauta statunitense che ha partecipato alla missione di lunga durata Expedition 60/61/62 sulla ISS.

## Vita privata
È sposato con Stacey Morgan e hanno quattro figli. Durante il tempo libero gli piace correre, nuotare, sollevare pesi, viaggiare con la famiglia e leggere libri sulla storia militare e sullo spazio.

## Carriera militare
Dopo aver completato la scuola superiore è entrato alla U.S. Military Academy, West Point conseguendo una laurea in Ingegneria ambientale nel 1998. Durante la sua permanenza a West Point Morgan ha fatto parte della squadra di paracadutismo dell'Accademia, i Black Knights, partecipando a dimostrazioni paracadutistiche nello stadio e ottenendo nel 1996, insieme alla sua squadra, il Collegiate National Title in paracadutismo competitivo. Della stessa squadra di paracadutismo faceva parte anche l'astronauta Francisco Rubio del Gruppo 22.
Dal 1998 ha frequentato la scuola medica e completato il tirocinio, prima di lavorare nelle operazioni speciali dell'Esercito. Durante il suo primo incarico al Womack Army Medical Center, Fort Bragg, ha servito come membro del team medico al Joint Special Operations Command, lavorando a tempo parziale per la squadra dell'Esercito statunitense, i Golden Knights, dove ha perfezionato le sue abilità di paracadutismo. È stato poi per i tre anni successivi medico di battaglione per il 1º battagione del 3º gruppo delle Forze Speciali (Airborne) Desert Eagles. Nel 2002 ha conseguito un dottorato in Medicina alla Uniformed Services University of the Health Sciences, Bethesda, Maryland. Dopo esser stato selezionato per Operazioni speciali strategiche a Washington, è stato dispiegato diversi anni a supporto delle operazioni di combattimento in Iraq, Afghanistan e Africa. Nel 2005 ha completato il tirocinio in Medicina d'emergenza all'Università del Washington di Tacoma e nel 2013 quello in Medicina dello sport al Virginia Commonwealth University, Fairfax. Il colonnello Morgan è qualificato inoltre come medico di volo e medico subacqueo. 

## Carriera alla NASA

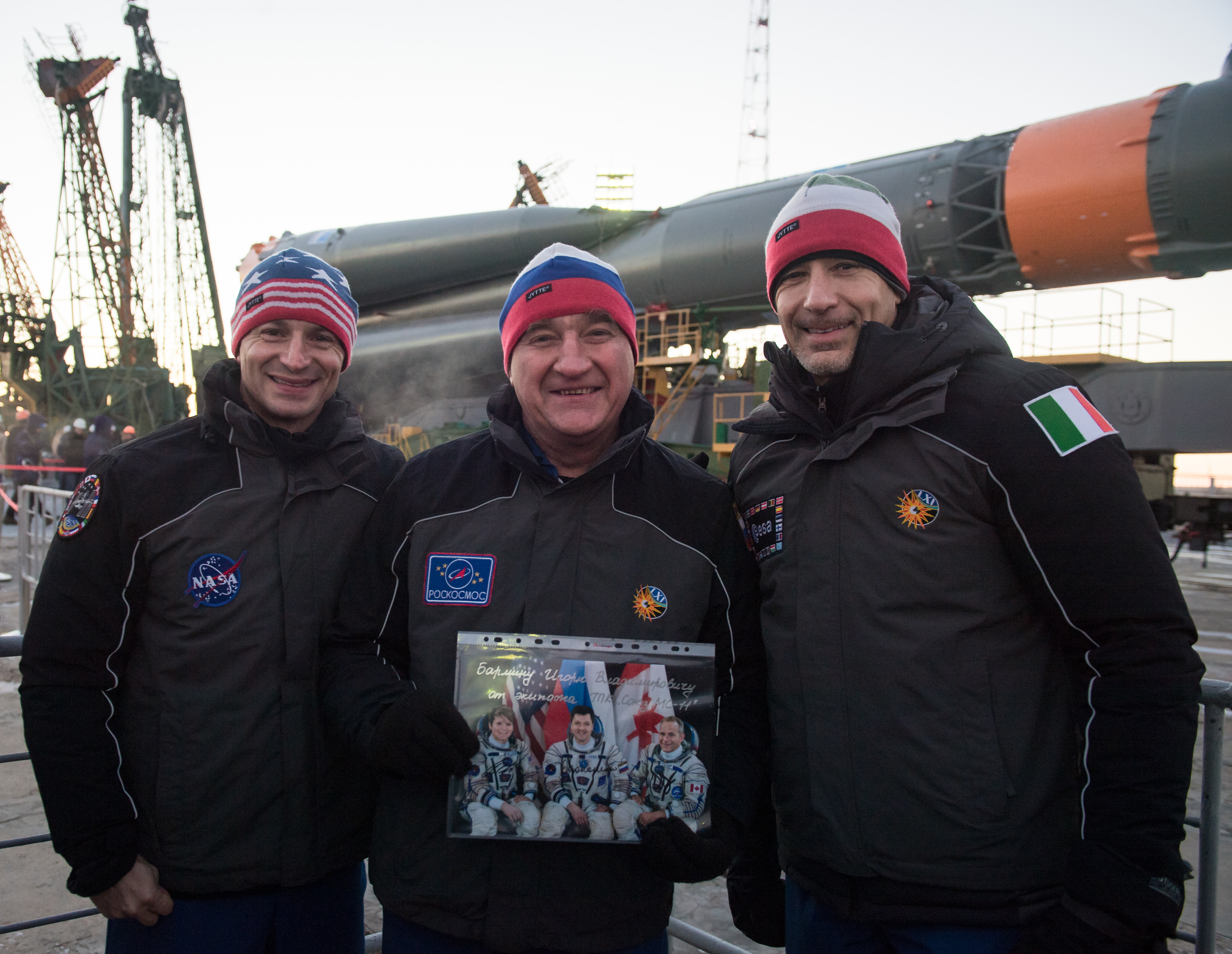
L'equipaggio della Sojuz MS-13 al rollout del lanciatore Sojuz FG con a bordo la navicella Sojuz MS-11 al Cosmodromo di Bayqoñyr

Morgan è stato selezionato nel Gruppo 21 degli astronauti NASA il 17 giugno del 2013. Ad agosto dello stesso anno ha iniziato i due anni di addestramento base come candidato astronauta, addestramento che comprendeva lezioni sui sistemi e sulle procedure della Stazione spaziale internazionale (ISS), attività extraveicolari (EVA) simulate nel NBL, lezioni di robotica del Canadarm2, lezioni della lingua russa, addestramenti di volo a bordo del T-38 e esercitazioni di sopravvivenza in vari ambienti estremi, tra cui l'acqua e i boschi. Nel luglio del 2015 ha completato l'addestramento diventando ufficialmente un astronauta e quindi assegnabile alle missioni spaziali. Da luglio 2015 a febbraio 2018 ha fatto parte della Divisione delle Attività extraveicolari e Robotiche dell'Ufficio Astronauti. 

### Expedition 60/61/62
Il 5 febbraio 2018 ha iniziato l'addestramento al GCTC come membro dell'equipaggio di riserva della Sojuz MS-11 e dell'equipaggio principale della Sojuz MS-13 insieme ai colleghi Aleksandr Skvorcov e Luca Parmitano. Pochi giorni dopo ha preso parte all'esercitazione di sopravvivenza invernale nelle foreste innevate intorno a  Mosca con i suoi colleghi della Sojuz. Il 20 luglio 2019 è partito per la sua prima missione spaziale dal Cosmodromo di Bajkonur a bordo della Sojuz MS-13. Durante la sua prima missione spaziale Morgan ha partecipato alle Expedition 60/61/62, abitando sulla ISS per brevi periodi insieme a undici astronauti diversi, di quattro nazionalità diverse. Delle sue attività quelle più importanti sono il redocking della Sojuz MS-13, le sette attività extraveicolari di cui quattro per la riparazione dell'AMS, la cattura di Cygnus NG-13 e le centinaia di esperimenti svolti a bordo del laboratorio orbitale. È tornato sulla Terra il 17 aprile 2020, dopo 271 giorni di missione, a bordo della Sojuz MS-15 insieme a Oleg Skripočka e Jessica Meir.